# Малчева, Теодора
Теодора Малчева (болг. Теодора Малчева; род. 25 января 1983 года, Троян) — болгарская лыжница, участница Олимпийских игр в Ванкувере.
В Кубке мира Малчева дебютировала в 2009 году, но с тех пор не поднималась выше 45-го места и кубковых очков не завоёвывала. В сезоне 2010/11 Малчева победила в общем зачёте Балканского кубка, а годом ранее была в нём второй.
На Олимпиаде-2010 в Ванкувере заняла 65-е место в гонке на 10 км свободным стилем.
За свою карьеру принимала участие в трёх чемпионатах мира, лучший результат 17-е место в командном спринте на чемпионате мира 2005 года, а в личных гонках 57-е место в гонке на 10 км классическим стилем на чемпионате мира 2011 года.